# 46. Festiwal Polskich Filmów Fabularnych w Gdyni
46. Festiwal Polskich Filmów Fabularnych odbył się w dniach 20-25 września 2021. „Złote Lwy”, główną nagrodę festiwalu, zdobył film Wszystkie nasze strachy w reżyserii Łukasza Rondudy i Łukasza Gutta. „Platynowe Lwy” za całokształt twórczości odebrała Agnieszka Holland.
Gala zakończenia festiwalu odbyła się w Teatrze Muzycznym w Gdyni.

## Repertuar
Źródło: ofcjalna strona festiwalu

### Konkurs główny
1. Bo we mnie jest seks, reżyseria: Katarzyna Klimkiewicz
2. Ciotka Hitlera, reżyseria: Michał Rogalski
3. Hiacynt, reżyseria: Piotr Domalewski
4. Inni ludzie, reżyseria: Aleksandra Terpińska
5. Lokatorka, reżyseria: Michał Otłowski
6. Moje wspaniałe życie, reżyseria: Łukasz Grzegorzek
7. Mosquito State, reżyseria: Filip Jan Rymsza
8. Najmro. Kocha, kradnie, szanuje, reżyseria: Mateusz Rakowicz
9. Powrót do Legolandu, reżyseria: Konrad Aksinowicz
10. Prime Time, reżyseria: Jakub Piątek
11. Przejście, reżyseria: Dorota Lamparska
12. Sonata, reżyseria: Bartosz Blaschke
13. Śmierć Zygielbojma, reżyseria: Ryszard Brylski
14. Wszystkie nasze strachy, reżyseria: Łukasz Ronduda i Łukasz Gutt
15. Zupa nic, reżyseria: Kinga Dębska
16. Żeby nie było śladów, reżyseria: Jan P. Matuszyński

### Konkurs Filmów Krótkometrażowych
1. Droga, reżyseria: Edyta Wróblewska
2. Fools Gold, reżyseria: Shailesh Singh
3. Gęś, reżyseria: Maria Wider
4. Gniazdo, reżyseria: Gracjana Piechula
5. Jeszcze jeden koniec świata, reżyseria: Agnieszka Kot
6. Jeszcze na chwilę, reżyseria: Zuzanna Gorczycka
7. Mój brat rybak, reżyseria: Alicja Sokół
8. Mój syn zamyka się w łazience, reżyseria: Kuba Januszewski
9. Niewolnik, reżyseria: Grzegorz Piekarski
10. Ostatni Film Przed Końcem Świata, reżyseria: Agnieszka Kalińska
11. Pan Młody, reżyseria: Jan Saczek
12. Przypadek Jana Pampucha, reżyseria: Mikołaj Piszczan
13. Rajski dom, reżyseria: Adelina Borets
14. Rozwiązanie, reżyseria: Katarzyna Sikorska
15. Samogłów, reżyseria: Jakub Prysak
16. Skafander Klingerta, reżyseria: Artur Wyrzykowski
17. Skowyt, reżyseria: Bartosz Brzeziński
18. Stancja, reżyseria: Adrian Apanel
19. Synthol, reżyseria: Piotr Trojan
20. Szczeliny, reżyseria: Magdalena Gajewska
21. Szereg syczący, reżyseria: Marcin Kluczykowski
22. The Hero, reżyseria: Milena Dutkowska
23. Warzywa i owoce, reżyseria: Maciej Jankowski
24. Windą w Kosmos, reżyseria i scenariusz: Zuzanna Ciosmak

### Konkurs Filmów Mikrobudżetowych
1. Dzień, w którym znalazłem w śmieciach dziewczynę, reżyseria: Michał Krzywicki
2. Po miłość / Pour l’amour, reżyseria: Andrzej Mańkowski
3. Piosenki o miłości, reżyseria: Tomasz Habowski
4. 1:11, reżyseria: Miron Wojdyło
5. Magdalena, reżyseria: Filip Gieldon

## Skład Jury
Źródło: oficjalna strona festiwalu

### Jury Konkursu Głównego
- Andrzej Barański – Przewodniczący Jury
- Robert Bolesto
- Bogdan Dziworski
- Joanna Kulig
- Dorota Roqueplo
- Agnieszka Smoczyńska
- Mikołaj Trzaska

### Jury Konkursu Filmów Krótkometrażowych
- Małgorzata Szumowska – Przewodnicząca Jury
- Agnieszka Podsiadlik
- Tim Redford

### Jury Konkursu Filmów Mikrobudżetowych
- Magnus von Horn – Przewodniczący Jury
- Agata Szymańska
- Jan Naszewski

## Nagrody
Źródło: oficjalna strona festiwalu

### Konkurs Główny
- Wielką Nagrodę „Złote Lwy” 46. Festiwalu Polskich Filmów Fabularnych za film Wszystkie Nasze Strachy otrzymali: reżyserzy Łukasz Ronduda i Łukasz Gutt oraz producenci Kuba Kosma i Katarzyna Sarnowska.
- Nagrodę „Srebrne Lwy” 46. Festiwalu Polskich Filmów Fabularnych za film Żeby nie było śladów otrzymali: reżyser Jan P. Matuszyński oraz producenci Leszek Bodzak i Aneta Hickinbotham.
- Nagrodę „Złoty Pazur” 46. Festiwalu Polskich Filmów Fabularnych za odwagę formy i treści w kategorii „Inne Spojrzenie” za film Mosqiuto State, otrzymał reżyser Filip Jan Rymsza oraz producenci Włodzimierz Niederhaus, Filip Jan Rymsza, Alyssa Swanzey.
- Łukasz Grzegorzek za reżyserię filmu Moje wspaniałe życie
- Marcin Ciastoń za scenariusz filmu Hiacynt
- Aleksandra Terpińska za debiut reżyserski lub drugi film za film Inni Ludzie
- Łukasz Gutt za zdjęcia w filmie Wszystkie nasze strachy
- Teoniki Rożynek za muzykę do filmu Prime Time
- Paweł Jarzębski za scenografię do filmu Żeby nie było śladów
- Mateusz Adamczyk, Sebastian Witkowski, Zofia Moruś za dźwięk w filmie Mosquito State
- Magdalena Chowańska za montaż filmu Inni ludzie
- Daria Siejak za charakteryzację w filmie Hiacynt
- Marta Ostrowicz za kostiumy do filmu Najmro. Kocha, kradnie, szanuje
- Sławomira Łozińska za drugoplanową rolę kobiecą w filmie Lokatorka
- Andrzej Kłak za drugoplanową rolę męską w filmie Prime Time
- Maria Dębska za główną rolę kobiecą w filmie Bo we mnie jest seks
- Jacek Beler za główną rolę męską w filmie Inni ludzie
- Michał Sikorski za profesjonalny debiut aktorski w filmie Sonata

### Nagrody pozakonkursowe
- „Platynowe Lwy” za całokształt twórczości – Agnieszka Holland
- Nagroda za najlepszy film w Konkursie Filmów Mikrobudżetowych – Tomasz Habowski za film Piosenki o Miłości
- Nagroda im. Lucjana Bokińca dla Najlepszego Filmu w Konkursie Filmów Krótkometrażowych – Alicja Sokół za film Mój brat Rybak
- Nagroda Publiczności – Bartosz Blaschke za film Sonata